# Tadzjikiska ligan
Tadzjikiska ligan är toppdivisionen av fotboll för herrar i Tadzjikistan. Ligan grundades år 1992. 

## Klubbar 2012
- Istiqlol Dusjanbe
- Chajr Vahdat
- Regar-TadAZ Tursunzoda
- Ravsjan Kulob
- Vachsj Qurghonteppa
- Energetik Dusjanbe
- FK Chudzjand
- CSKA Pomir
- Parvoz Bobodzjon Ghafurov
- Zarafsjon Pandzjakent
- FK Istaravsjan
- Chosilot Parchar
- Guardia Dusjanbe

## Vinnare

### Under sovjettiden (1937-1991)
| - 1937 : Dinamo Stalinabad - 1938-47 : spelades ej - 1948 : Sbornaja Gissara - 1949 : Dinamo Stalinabad - 1950 : Dinamo Stalinabad - 1951 : Dinamo Stalinabad - 1952 : Profsojuz Leninabad - 1953 : Dinamo Stalinabad - 1954 : Profsoyuz Leninabad - 1955 : Dinamo Stalinabad - 1956 : Metallurg Leninabad - 1957 : Taksobaza Stalinabad | - 1958 : Dinamo Stalinabad - 1959 : Kuroma Tabosjary - 1960 : Pogranitjnik Dusjanbe - 1961 : Vachsj Kurgan-Tjube - 1962 : Pogranitjnik Dusjanbe - 1963 : DSA Dusjanbe - 1964 : Zvezda Dusjanbe - 1965 : Zvezda Dusjanbe - 1966 : Volga Dusjanbe - 1967 : Irrigator Dusjanbe - 1968 : Irrigator Dusjanbe - 1969 : Irrigator Dusjanbe | - 1970 : Pedagogitjesky Institut Dusjanbe - 1971 : TIFK Dusjanbe - 1972 : Neftjanik Leninsky Rajon - 1973 : Politechnitjesky Institut Dusjanbe - 1974 : SKIF Dusjanbe - 1975 : SKIF Dusjanbe - 1976 : SKIF Dusjanbe - 1977 : Metallurg Regar Tursunzoda - 1978 : Pachtakor Kurgan-Tjube - 1979 : Trudovje Rezervyj Dusjanbe - 1980 : Tjasjma Sjaartuz - 1981 : Trikotazjnik Ura-Tjube | - 1982 : Trikotazjnik Ura-Tjube - 1983 : Trikotazjnik Ura-Tjube - 1984 : Trikotazjnik Ura-Tjube - 1985 : Vachsj Kurgan-Tjube - 1986 : SKIF Dusjanbe - 1987 : SKIF Dusjanbe - 1988 : SKIF Dusjanbe - 1989 : Metallurg Regar Tursunzoda - 1990 : Avtomobilist Kurgan-Tjube - 1991 : Sochibkor Dusjanbe |

### Sedan självständigheten (sedan 1991)
- 1992 : CSKA Pomir Dusjanbe
- 1993 : Sitora Dusjanbe
- 1994 : Sitora Dusjanbe
- 1995 : CSKA Pomir Dusjanbe
- 1996 : Dynamo Dusjanbe
- 1997 : Vachsj Qurghonteppa
- 1998 : Varzob Dusjanbe
- 1999 : Varzob Dusjanbe
- 2000 : Varzob Dusjanbe
- 2001 : Regar-TadAZ Tursunzoda
- 2002 : Regar-TadAZ Tursunzoda
- 2003 : Regar-TadAZ Tursunzoda
- 2004 : Regar-TadAZ Tursunzoda
- 2005 : Vachsj Qurghonteppa
- 2006 : Regar-TadAZ Tursunzoda
- 2007 : Regar-TadAZ Tursunzoda
- 2008 : Regar-TadAZ Tursunzoda
- 2009 : Vachsj Qurghonteppa
- 2010 : Istiqlol Dusjanbe
- 2011 : Istiqlol Dusjanbe
- 2012 : Ravsjan Kulob
- 2013 : Ravsjan Kulob
- 2014 : Istiqlol Dusjanbe
- 2015 : Istiqlol Dusjanbe
- 2016 : Istiqlol Dusjanbe
- 2017 : Istiqlol Dusjanbe
- 2018 : Istiqlol Dusjanbe
- 2019 : Istiqlol Dusjanbe
- 2020 : Istiqlol Dusjanbe
- 2021 : Istiqlol Dusjanbe
- 2022 : Istiqlol Dusjanbe
- 2023 : Istiqlol Dusjanbe
- 2024 : Istiqlol Dusjanbe

## Skytteligavinnare
| År   | Vinnare                        | Lag                                   | Mål |
| 1992 | Umed Alidodov                  | CSKA Pomir Dusjanbe                   | 11  |
| 1993 | Cholmurod Zardov               | CSKA Pomir Dusjanbe                   | 30  |
| 1994 | Davlat Sodikov                 | Hulbuk Vose                           | 26  |
| 1995 | Zokir Berdikulov               | Istaravsjan Uroteppa                  | 42  |
| 1996 | Muhitdin Izzatullojev          | Ravsjan Kulob                         | 35  |
| 1997 | Rustam Usmonov                 | Vachsj Qughonteppa                    | 20  |
| 1998 | Nazir Rizomov                  | Saddam Sarband                        | 23  |
| 1999 | Oraz Nazarov                   | Varzob Dusjanbe                       | 27  |
| 2000 | Mansurdzjon Hakimov            | FK Chudzjand                          | 28  |
| 2001 | Pirmurod Burchonov             | Regar-TadAZ Tursunzoda                | 19  |
| 2002 | Dzjomichon Muhiddinov          | FK Chudzjand                          | 29  |
| 2003 | Osimdzjon Bobojev              | Regar-TadAZ Tursunzoda                | 38  |
| 2004 | Suhrob Hamidov                 | Regar-TadAZ Tursunzoda                | 33  |
| 2005 | Ahtam Hamrokulov Nazir Rizomov | Vachsj Qughonteppa Vachsj Qughonteppa | 12  |
| 2006 | Fozil Sattorov                 | Tadzjik Telecom Qurghonteppa          | 20  |
| 2007 | Suhrob Hamidov                 | Hima Dusjanbe                         | 21  |
| 2008 | Numondzjon Hakimov             | Parvoz Bobodzjon Ghafurov             | 30  |
| 2009 | Numondzjon Hakimov             | Vachsj Qughonteppa                    | 15  |
| 2010 | Jusuf Rabijev                  | Istiqlol Dusjanbe                     | 30  |
| 2011 | Jusuf Rabijev                  | Istiqlol Dusjanbe                     | 32  |